# 井関俊夫
井関 俊夫（いせき としお、1960年1月 - ）は、日本の工学者。東京海洋大学学長。専門は船舶海洋工学・流体力学・確率統計学。

## 略歴
- 1960年1月 福岡県福岡市出身
- 1978年3月 福岡県立修猷館高等学校卒業[1]
- 1984年3月 九州大学工学部造船学科卒業
- 1986年3月 同大学院工学研究科造船学専攻修士課程修了
- 1989年3月 同大学院工学研究科造船学専攻博士課程単位取得退学
- 1989年4月 東京商船大学商船学部講師
- 1989年5月 工学博士（九州大学）
- 1990年4月 東京商船大学商船学部助教授
- 1991年5月 文部省内地研究員（東京大学工学部船舶海洋工学科）
- 1995年3月 同在外研究員（グラスゴー大学）
- 2003年10月 東京海洋大学海洋工学部助教授（東京商船大学が東京水産大学と統合）
- 2006年4月 同海洋工学部教授
- 2010年12月 同学長補佐（～2012年3月）
- 2012年5月 日本航海学会会長（～2014年5月）
- 2016年4月 東京海洋大学海洋科学技術研究科長
- 2020年4月 同海洋工学部長兼附属図書館長
- 2021年4月 同学長[2]